# ラルフ・コトリール
ラルフ・コトリール（Ralph Cotterill 1932年-2023年5月7日）は、オーストラリアの舞台俳優。イギリスのヨークシャー出身。ラルフ・コッテリルもしくはラルフ・コテリルと表記されることもある。

## 経歴
ロンドンで演技の研鑽を重ねた後、1973年にオーストラリアへ移住した。本来は舞台俳優であり、1970年代半ばからテレビ番組にも出演するようになったが、同年代後半からは映画に出演することも多くなった（外部リンク参照）。
2023年5月7日にクイーンズランド州ケアンズで穏やかに逝去。93歳没。

## 主な出演作
- The Moment（2011年）
- ディセンバー・ボーイズ（2007年 シェルバック漁師役）
- The Proposition（2005年 Dr. Bantrey役）
- Whipping Boy（1996年 Shuffler役）
- ウルトラマンG（1990年 アーサー・グラント隊長役）